# Chú thuật hồi chiến
Chú thuật hồi chiến (呪術廻戦 Jujutsu kaisen) là một bộ truyện tranh Nhật Bản được sáng tác và minh họa bởi Akutami Gege, đăng trên tạp chí Weekly Shōnen Jump của Shueisha kể từ tháng 3 năm 2018. Truyện được phát hành bởi Shueisha và đã có 30 tập truyện được xuất bản tính đến tháng 12 năm 2024. Câu chuyện theo chân Itadori Yuji, một nam sinh trung học bí mật tham gia vào tổ chức Chú thuật sư với tham vọng tiêu diệt một nguyền hồn hùng mạnh tên Ryoumen Sukuna. Chú thuật hồi chiến là câu chuyện nối tiếp tác phẩm trước của Akutami, Jujutsu Kaisen 0: Tokyo Toritsu Jujutsu Koutou Senmon Gakkou (Chú thuật hồi chiến 0: Trường Chuyên Chú Thuật Tokyo). Một bản chuyển thể anime do MAPPA sản xuất đã phát sóng mùa đầu tiên trên truyền hình từ tháng 10 năm 2020 đến tháng 3 năm 2021; mùa thứ hai dự kiến lên sóng vào năm 2023. Tại Việt Nam, bản quyền anime được quản lý bởi Medialink và phân phối cho các nền tảng iQiyi Việt Nam, TrueID Việt Nam, DANET, FPT Play và VieON phát hành kèm phụ đề tiếng Việt.
Chú thuật hồi chiến được Viz Media mua bản quyền và phát hành bản tiếng Anh tại khu vực Bắc Mĩ. Tại Việt Nam, tác phẩm đã được Nhà xuất bản Kim Đồng mua bản quyền. Hai phiên bản tiểu thuyết của bộ truyện do Kitaguni Ballad sáng tác được phát hành vào tháng 5 2019 và tháng 1 năm 2020.
Tính đến tháng 5 năm 2021, Chú thuật hồi chiến được ghi nhận bán ra hơn 50 triệu bản manga, bao gồm cả bản kỹ thuật số và trở thành một trong những bộ manga bán chạy nhất.

## Bối cảnh

### Thiết lập
Trong vũ trụ Chú thuật hồi chiến, tất cả sinh vật sống đều phát ra một loại năng lượng được gọi là chú lực, sinh ra từ cảm xúc tiêu cực chảy đều trong cơ thể. Những người bình thường không thể kiểm soát được dòng chảy này trong cơ thể họ. Hậu quả là họ để cho chú lực phát tán ra ngoài, hình thành nên nguyền hồn, một chủng sinh vật có dã tâm làm chuyện tai ác với nhân loại. Nguyền hồn xuất hiện dưới hình thù những con quái vật ghê rợn.
Chú thuật sư là những người có khả năng kiểm soát dòng chảy chú lực trong cơ thể họ, cho phép họ sử dụng chú lực theo ý muốn cũng như giảm thiểu sự phát tán của nó. Chú thuật sư và nguyền hồn cấp cao có thể tinh luyện loại năng lượng này và sử dụng nó để thực hiện chú thuật thức. Loại thuật thức này dường như là đặc thù với mỗi cá nhân hoặc gia tộc của họ. Bành trướng lĩnh vực là một dạng nâng cấp của chú thuật thức, qua đó chú thuật sư có thể sử dụng chú lực để tạo dựng nên một kết giới bao trùm khu vực xung quanh. Trong kết giới đó, mọi đòn tấn công của người sử dụng nó trở nên mạnh hơn.

### Cốt truyện
Itadori Yuji là một học sinh năm nhất cấp ba đang sống tại Sendai cùng với ông nội mình. Dù mang năng lực thể chất phi thường, cậu lại chọn tham gia câu lạc bộ nghiên cứu tâm linh để có thể rời trường lúc 5 giờ chiều, đến chăm sóc cho ông mình trong bệnh viện, người sau này đã qua đời tại đó. Tại trường học, Yuji đã nhặt được một chiếc bùa trừ tà mà không hề hay biết và đưa nó cho các anh chị trong câu lạc bộ. Sau đó, cậu gặp chú thuật sư Fushiguro Megumi, người đến thu hồi lại chiếc bùa nói trên – thực chất là ngón tay của Ryoumen Sukuna (両面宿儺; tạm dịch: Yêu quỷ hai mặt),  một chú vật hết sức nguy hiểm – và hai người cùng tới trường ngăn các anh chị trong câu lạc bộ trước thông tin họ có ý định nhân buổi tối gỡ chiếc bùa ra tại trường. Yuji trợ giúp Megumi đánh lại các "nguyền hồn", những sinh vật, sinh ra từ những cảm xúc tiêu cực của con người, đang tấn công các anh chị hòng chiếm lấy bùa chú, tăng sức mạnh. Yuji lấy lại được ngón tay của Sukuna, nhưng Megumi sắp bị các nguyền hồn đánh bại.
Bị lời trăn trối của người ông mình thôi thúc, cậu đã nuốt ngón tay và để Ryoumen Sukuna chiếm hữu cơ thể, cứu được Megumi. Yuji vẫn giữ quyền kiểm soát bản thân trước Sukuna; tuy nhiên, Sukuna là một nguyền hồn cực kì nguy hiểm: trong thời hoàng kim của các chú thuật sư, họ đã dồn tổng lực tấn công hắn và bại trận; hắn cần được thanh tẩy ngay lập tức – đồng nghĩa với việc giết chết Yuji. Trước tình cảnh này, thầy giáo của Megumi là Satoru Gojo đã đưa cậu tới Trường trung học phổ thông công lập chuyên môn Chú thuật nhằm đưa ra cho các cấp trên một đề nghị táo bạo: trì hoãn án tử hình của Yuji cho tới khi cậu nuốt hết tất cả các ngón tay của Sukuna, nhằm thanh tẩy hắn một lần và mãi mãi.

## Phương tiện truyền thông

### Manga
Chú thuật hồi chiến do Amutami Gege sáng tác và minh họa. Bộ truyện được xuất bản trên tạp chí Weekly Shōnen Jump của Shueisha vào ngày 5 tháng 3 năm 2018. Các chương của truyện được tổng hợp thành một tập tankōbon riêng. Tập truyện đầu tiên phát hành vào ngày 4 tháng 7 năm 2018. Tính đến tháng 12 năm 2024, 30 tập truyện đã được phát hành.
Viz Media thông báo phát hành bản tiếng Anh của bộ truyện cho khu vực Bắc Mĩ vào tháng 3 năm 2019. Tập đầu tiên được xuất bản vào ngày 3 tháng 12 năm 2019 và đã có 10 tập được xuất bản tính đến tháng 6 năm 2021.

### Tiểu thuyết
Hai phiên bản tiểu thuyết do nhà văn Kitaguni Ballad sáng tác được Shueisha phát hành dưới ấn hiệu Jump J-Books. Cuốn tiểu thuyết đầu tiên có tựa đề là Jujutsu Kaisen: Iku Natsu to Kaeru Aki (呪術廻戦　逝く夏と還る秋) được phát hành vào ngày 1 tháng 5 năm 2019. Tiểu thuyết thứ hai với tựa đề Jujutsu Kaisen: Yoake no Ibara Michi (呪術廻戦　夜明けのいばら道) được phát hành vào ngày 4 tháng 1 năm 2020.

### Anime
Một bản chuyển thể anime của bộ truyện được thông báo trên số 52 của tạp chí Weekly Shōnen Jump xuất bản vào ngày 25 tháng 12 năm 2019. Bộ anime được xưởng phim MAPPA sản xuất và do Park Sunghoo đạo diễn, Seko Hiroshi viết kịch bản và Hiramatsu Tadashi đảm nhiệm thiết kế nhân vật. Chú thuật hồi chiến được phát sóng trên các kênh truyền hình MBS, TBS từ ngày 3 tháng 10 năm 2020 đến ngày 27 tháng 3 năm 2021 và tổng cộng có 24 tập. Từ tập 3 trở đi, anime có một đoạn phim ngắn ở cuối mỗi tập tên là "Juju Sanpo" (呪術さんぽ "Chú thuật tản bộ"), lấy đề tài cuộc sống thường ngày của các nhân vật.
Tại khu vực Bắc Mĩ, bộ anime được Crunchyroll cấp phép và phát trực tuyến. Tại khu vực Đông Nam Á và Nam Á, Chú thuật hồi chiến được Medialink mua bản quyền và phát trực tuyến trên nền tảng xem phim iQIYI. Bộ anime cũng được công chiếu trên Netflix tại các nước Ấn Độ, Hồng Kông và Đài Loan kể từ ngày 3 tháng 6 năm 2021.
Vào ngày 12 tháng 2 năm 2022, mùa thứ hai của Chú thuật hồi chiến được thông báo sẽ lên sóng vào năm 2023.

## Đón nhận

### Manga
Chú thuật hồi chiến được xếp vào vị trí thứ sáu trong hạng mục In ấn của giải Tsugi ni Kuru lần thứ 5 vào năm 2018. Bộ truyện cũng thắng giải Tsutaya Comic lần thứ ba và được đề cử vào hạng mục shōnen của Shogakukan Manga Award lần thứ 65 vào năm 2019. Tạp chí Da Vinci xếp hạng bộ truyện ở vị trí thứ 31 trong danh sách "Book of the Year" vào năm 2021. Bộ truyện được đề cử tại giải Tezuka Osamu Cultural Prize lần thứ 25 tổ chức vào năm 2021. Trong một cuộc bình chọn manga năm 2020 mang tên "My Manga Best5" của Alu trên Twitter, 46,641 người dùng đã tham gia và xếp hạng Chú thuật hồi chiến 0 tại vị trí thứ 43. Bộ truyện cũng nằm trong một cuộc bình chọn chỉ ra 100 bộ manga hay nhất tên là "Manga Sōsenkyo 2021" của đài TV Asahi, với 150.000 người tham dự, Chú thuật hồi chiến được xếp hạng thứ 19.

#### Doanh số
Chú thuật hồi chiến bán được 600,000 bản trong tháng 12 năm 2018 kể từ thời điểm ra mắt, và leo lên đến 1 triệu bản trong tháng 6 năm 2019. Tháng 11 năm 2019, bộ truyện bán ra 2,5 triệu bản. Tính đến tháng 5 năm 2020, bộ truyện bán được 4,5 triệu bản trước khi đạt ngưỡng 10 triệu bản tính đến tháng 10 năm 2020, trong thời gian này doanh thu ước tính đã tăng khoảng 400% trong vòng một năm và 20% trong nửa năm kế tiếp. Tháng 1 năm 2021, bộ truyện được ghi nhận bán được 20 triệu bản, con số này tiếp tục tăng lên đến 36 triệu bản vào đầu tháng 3 năm 2021. Tính đến tháng 5 năm 2021, tổng cộng doanh số truyện được bán ra của Chú thuật hồi chiến chạm mốc 50 triệu bản.
Trong năm 2020 (thời gian từ tháng 11 năm 2019 đến tháng 11 năm 2020), Chú thuật hồi chiến là bộ truyện bán chạy thứ năm tại Nhật Bản với hơn 6,7 triệu bản. Chú thuật hồi chiến là bộ manga bán chạy thứ hai trong nửa đầu năm 2021 (từ tháng 11 năm 2020 đến tháng 5 năm 2021), chỉ đứng sau Kimetsu no Yaiba với hơn 23 triệu bản.